# Pulsens hårda slag
Pulsens hårda slag är det andra och sista soloalbumet av Noice-sångaren Hasse Carlsson, släppt 1983.

## Låtlista
1. "En gång till och aldrig mer" - 3:13
2. "Sitt still!" - 3:33
3. "E de sant" - 2:50
4. "Pulsens hårda slag" - 3:20
5. "Nattens nöjen" - 2:48
6. "Alla é här!" - 2:46
7. "Natten blir till dag" - 2:56
8. "Min morsa" - 2:56
9. "Nånstans i Tokyo" - 3:39
10. "Midnatt" - 4:02
11. "Ingenstans" - 3:17